# Suezichthys
Genre
Suezichthys est un genre de poissons de la famille des Labridae. 

## Liste desespèces
Selon World Register of Marine Species (6 octobre 2015) :
- Suezichthys arquatus Russell, 1985
- Suezichthys aylingi Russell, 1985
- Suezichthys bifurcatus Russell, 1986
- Suezichthys caudavittatus (Steindachner, 1898)
- Suezichthys cyanolaemus Russell, 1985
- Suezichthys devisi (Whitley, 1941)
- Suezichthys gracilis (Steindachner & Döderlein, 1887)
- Suezichthys notatus (Kamohara, 1958)
- Suezichthys rosenblatti Russell & Westneat, 2013
- Suezichthys russelli Randall, 1981
- Suezichthys soelae Russell, 1985

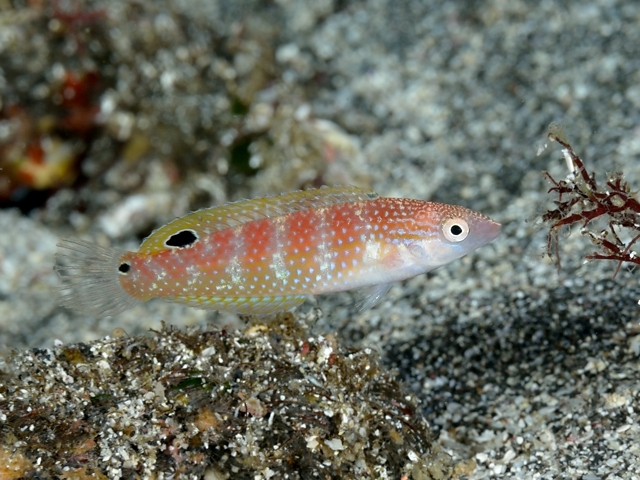
Suezichthys arquatus
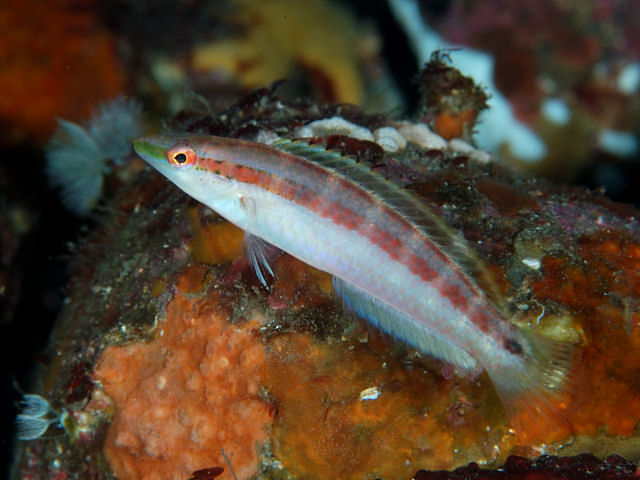
Suezichthys gracilis